# Barczowa
Barczowa (811 m n.p.m.) — szczyt w Sudetach Środkowych, w Górach Bystrzyckich, w województwie dolnośląskim.
Szczyt położony jest w północno-wschodniej krawędzi północnej części Gór Bystrzyckich, na wschód od Wójtowskiej Równi i Fortu Wilhelma. Na północ od szczytu, na rozległym zrównaniu wznoszą się ostatnie zabudowania Huty. Zbocza Barczowej podcinają wąskie i dość głębokie doliny potoków: Szczawinki, potoku spływającego przez Zalesie i Drwiny płynącej przez Wójtowice. Góra jest bardzo dobrym punktem widokowym, ze szczytu i południowego zbocza roztaczają się rozległe widoki Kotliny Kłodzkiej i Rowu Górnej Nysy oraz otaczających ich pasm górskich.

## Szlaki turystyczne
Stokami Barczowej przechodzi szlak turystyczny:
- z Bystrzycy Kłodzkiej do Polanicy-Zdroju.